# Say OK
"Say OK" é uma canção da atriz e cantora estadunidense Vanessa Hudgens, lançada como segundo e último single oficial de seu primeiro álbum de estúdio solo, V, em 12 de Janeiro de 2007 pela gravadora Hollywood Records. A canção foi escrita por Arnthor Birgisson e Savan Kotecha, e produzida por Birgisson.

## Antecedentes e contexto
A letra da canção fala sobre uma garota buscando a garantia da afeição do namorado. A princípio, "Let Go" seria o segundo single do álbum V, mas a canção foi substituída em última hora por "Say OK". A música foi lançada nos Estados Unidos no dia 12 de Janeiro de 2007 em formato CD single e enviada às rádios mainstream estadunidenses em 27 de Março de 2007. Foi feito um remix oficial da canção por Albert Castillo, que foi disponibilizado gratuitamente na página de Hudgens no Myspace. Na Nova Zelândia, a música foi lançada em download digital no dia 26 de Maio de 2007, junto com as faixas bônus "Make You Mine" e "Drip Drop". Na Europa, foi lançada em download digital e CD single em 28 de Maio de 2007. A versão do single lançada às rádios estadunidenses e para compra na Europa e Nova Zelândia foi editada, tendo uma duração menor que a versão original presente no álbum. A música foi incluída no CD Radio Disney Jams Vol. 10, como também no CD Family Jams, ambos da Walt Disney Records. A canção também foi usada em comerciais da segunda temporada da série Lincoln Heights da emissora ABC Family. Hudgens cantou a canção durante suas apresentações como ato de abertura na turnê The Party's Just Begun Tour da banda The Cheetah Girls, e mais tarde na turnê High School Musical: The Concert. Em 2008, a canção e seus compositores, Arnthor Birgisson e Savan Kotecha, foram premiados pela BMI London Awards na categoria Pop.

## Videoclipes
A música teve duas versões de videoclipe.

### Primeira versão
A primeira versão de videoclipe foi filmada nas cidades de Portland e Seattle, nos Estados Unidos, enquanto Hudgens realizava a turnê High School Musical: The Concert com os colegas de elenco do filme High School Musical (com exceção de Zac Efron). O videoclipe foi lançado exclusivamente para o Disney Channel e estreou no canal em 12 de Janeiro de 2007, após a estreia da série Cory na Casa Branca. Essa versão mostra cenas de Hudgens cantando a música durante a turnê, bem como cenas dos bastidores (em preto e branco) e alguns pontos turísticos no percurso entre as cidades, como a Portland Union Station e a Broadway Bridge. A irmã mais nova de Hudgens, Stella Hudgens, também aparece no videoclipe. Essa primeira versão foi dirigida por Chris Applebaum, que também dirigiu o videoclipe de "Come Back to Me".

### Segunda versão

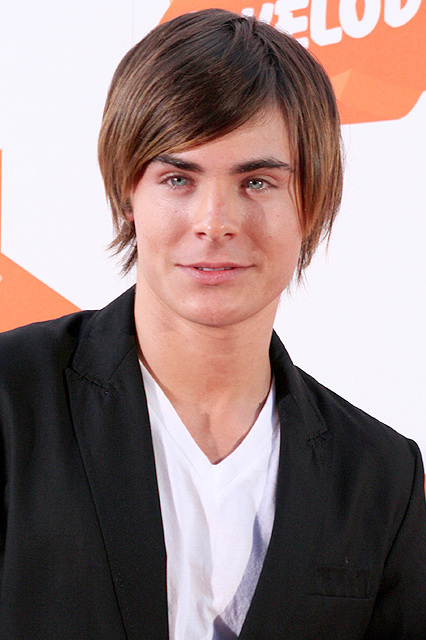
O segundo videoclipe contou com a participação do ator Zac Efron (foto).

A segunda versão de videoclipe, considerada a oficial, foi filmada em uma praia e em uma pista de boliche em Los Angeles, nos Estados Unidos, e teve estreia em 13 de Março de 2007 no Disney Channel, e em 26 de Março de 2007 no programa Total Request Live da MTV. Essa versão contou com a participação especial do ator Zac Efron (colega de elenco de High School Musical e então namorado de Hudgens) e usou a versão editada do single (mais curta que a original), que foi enviada para as estações de rádio dos Estados Unidos. O videoclipe começa com Hudgens indo ao boliche com suas amigas e, lá, encontra um rapaz (Efron). Na pista de boliche, Hudgens se diverte com suas amigas enquanto observa Efron. Logo depois, Hudgens, amigos e Efron fazem um lanche e ele a convida para sair. Os dois saem juntos e vão à praia. Durante o clímax, vão aparecendo cenas de Hudgens na mesma praia cantando num balanço. Hudgens e Efron brincam em um playground da praia e os amigos de ambos chegam, encerrando o videoclipe. O objetivo de fazer essa segunda versão foi direcionado à venda no iTunes, com a versão editada do single sendo utilizada para a divulgação nas rádios. Essa segunda versão foi dirigida por Darren Grant. Até 2011, o videoclipe figurava entre os mais assistidos do YouTube. Até julho de 2025, possui mais de 190 milhões de visualizações no canal da gravadora Hollywood Records no YouTube, sendo o videoclipe mais visto de Hudgens na plataforma.

## Faixas e formatos
| Download digital (versão do álbum) 1. "Say OK" – 3:41 Download digital da Nova Zelândia 1. "Say OK" (Single Version) – 3:32 2. "Make You Mine" – 3:38 3. "Drip Drop" – 3:29 | Download digital e CD single da Europa 1. "Say OK" (Single Version) – 3:32 CD single dos Estados Unidos 1. "Say OK" – 3:41 2. "Say OK" (Remix) – 3:36 |

## Créditos
Lista-se abaixo todos os profissionais envolvidos na elaboração de "Say OK", de acordo com o encarte do álbum V e do CD single da canção.
| - Vocais – Vanessa Hudgens - Composição – Arnthor Birgisson, Savan Kotecha - Produção – Arnthor Birgisson - Produção adicional – Jon Lind - Engenharia – Brian Reeves - Vocais de apoio – Jeanette Olsson | - Mixagem – Brian Reeves, Jon Lind - Masterização – Brian Gardner - Programação – Arnthor Birgisson - Teclado – Arnthor Birgisson - A&R – Jon Lind, Mio Vukovic |

## Desempenho nas tabelas
Nos Estados Unidos, o single estreou na tabela principal Billboard Hot 100, na edição da revista datada 17 de Fevereiro de 2007, na 67ª posição. Na mesma semana, estreou nas 42ª e 37ª posições nas tabelas componentes Hot Digital Songs e Hot Digital Tracks da Billboard, respectivamente. Na sua segunda semana nas tabelas, na edição de 24 de Fevereiro de 2007, a música atingiu suas posições mais altas: 61ª na Billboard Hot 100, 37ª na Hot Digital Songs e 28ª na Hot Digital Tracks, e totalizou seis, quatro e três semanas, respectivamente, nessas tabelas. A música também atingiu a 47ª posição na tabela Pop 100 da Billboard. A canção recebeu mais tarde disco de Ouro nos Estados Unidos em 3 de junho de 2024, denotando mais de 500 mil unidades certificadas entre vendas do single e execuções de streaming.
No Brasil, o single é considerado o maior sucesso de Hudgens, terminando na 19ª colocação na lista divulgada pela Crowley Broadcast Analysis das 100 canções internacionais mais tocadas nas rádios em 2007, com 8.756 execuções. Hudgens ainda teve outra música na mesma lista: "Come Back to Me", que ficou na 26ª colocação.
Na Europa e Oceania, a música não repetiu o sucesso de "Come Back to Me", entrando somente nas tabelas da Itália e do Reino Unido. Na Itália, a canção atingiu a 39ª posição, enquanto no Reino Unido o single alcançou somente a 124ª posição

## Tabelas e certificações

### Tabelas semanais
| País e Tabela (2007)               | Melhor posição |
| ---------------------------------- | -------------- |
| Estados Unidos (Billboard Hot 100) | 61             |
| Estados Unidos (Billboard Pop 100) | 47             |
| Itália (FIMI)                      | 39             |
| Reino Unido (UK Singles Chart)     | 124            |

| País e Tabela (2007)                    | Posição |
| --------------------------------------- | ------- |
| Brasil (Top 100 canções)                | 39      |
| Brasil (Top 100 canções internacionais) | 19      |

### Vendas e certificações
| Região                                                         | Certificação | Unidades certificadas ou vendas |
| -------------------------------------------------------------- | ------------ | ------------------------------- |
| Estados Unidos (RIAA)                                          | Ouro         | 500,000‡                        |
| ‡ Valores de vendas+streaming baseados apenas na certificação. |              |                                 |

## Histórico de lançamento
| Região         | Data                  | Formato                    | Gravadora |
| -------------- | --------------------- | -------------------------- | --------- |
| Estados Unidos | 12 de Janeiro de 2007 | CD single                  | Hollywood |
| Estados Unidos | 27 de Março de 2007   | Rádios mainstream          | Hollywood |
| Nova Zelândia  | 26 de Maio de 2007    | Download digital           | Universal |
| Europa         | 28 de Maio de 2007    | CD single download digital | EMI       |